# Thỏ tai cụp cỡ nhỏ

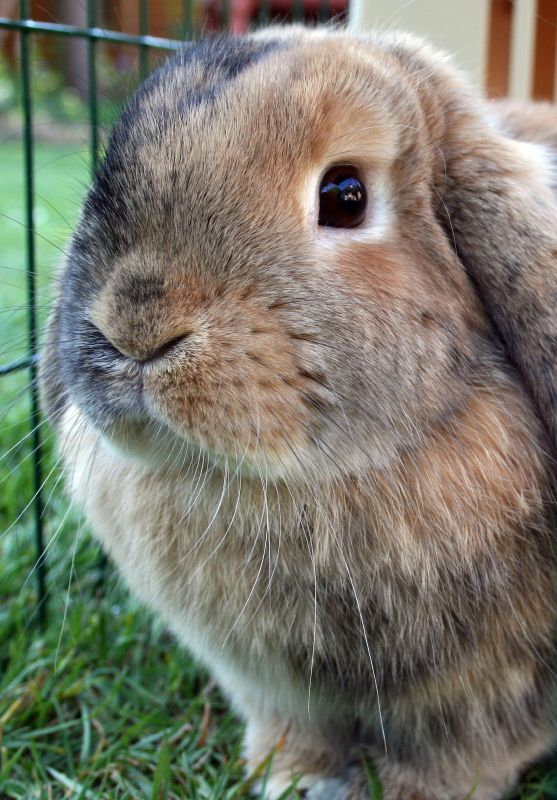
Mini lop

Thỏ Lop cỡ nhỏ (Mini Lop) hay thỏ cụp tai cỡ nhỏ là một giống thỏ nhà có nguồn gốc từ Hoa Kỳ, chúng là khá phổ biến đó là đặc trưng trên khắp nước Mỹ. Với bộ lông dày và tai cụp. Rất được ưa chuộng và nuôi như thú kiểng. Chúng nặng 1.5 kg, cần chú ý khi bế và chăm sóc. 

## Tạo giống
Các bé thỏ Minilop có lịch sử lâu đời và phong phú. Vào năm 1972, Bob Herschbach phát hiện ra giống Mini Lop tại Triển lãm Thỏ Quốc gia Đức ở Essen, Đức, nơi chúng được gọi với cái tên là Klein Widder. Các nhà lai tạo đã tạo ra Mini Lops bằng cách lai giữa giống thỏ German Big Lops và thỏ Chinchilla.
Bob Herschbach đã mang ba trong số những bé Minilop ban đầu này đến Hoa Kỳ và bắt đầu nhân giống. Lứa đầu tiên có màu lông đồng nhất và lứa thứ hai có màu loang trắng. Kết quả cuối cùng, những chú thỏ này đã bắt đầu đạt được tiêu chuẩn cao của dòng Minilop.
Vào năm 1974, những chú thỏ Minilop của Bob Herschbach lần đầu tiên xuất hiện trong một hội nghị của Hiệp hội những người chăn nuôi thỏ Hoa Kỳ (ARBA) được tổ chức tại Ventura, California. Tại đây, giống thỏ này được yêu cầu phải giảm kích thước để hấp dẫn hơn.
Để đạt được điều này, Herschbach đã cho phép các nhà lai tạo khác lai tạo  thêm từ dòng Minilop của ông. Cuối cùng, ông đổi tên Klein Widder thành Mini Lop để làm cho chúng hấp dẫn hơn đối với người Mỹ.
Năm 1977, Herschbach  hợp tác với Herb Dyke để phát triển giống thỏ này.
Nâm 1978, câu lạc bộ trao đổi thư từ cho Mini Lops được thành lập.
Năm 1980, trong Hội nghị Thỏ Quốc gia diễn ra tại Milwaukee, Wisconsin, giống thỏ Minilop đã đánh dấu sự thành công khi được ARBA công nhận là giống thỏ chính thức.
Kể từ đó, những chú thỏ Minilop bắt đầu hành trình trở thành dòng thỏ cảnh và thỏ biểu diễn phổ biến được săn đón hàng đầu trên toàn nước Mỹ.

Thỏ Mini lop có ngoại hình dễ thương.

## Đặc điểm
Giống như bất kỳ các vật nuôi khác, Mini Lops có rất nhiều tính cách, nhưng hầu hết đều khá thân thiện và cực kỳ vui tươi, cũng rất thông minh ở chỗ chúng có thể được đào tạo một loạt các thủ thuật và các lệnh và có thể đi vệ sinh đúng chỗ, thích được ở với gia đình và sẽ không chấp thuận nếu bị bỏ quên. Đầu gắn chặt chẽ trên vai, với cổ càng ngắn càng tốt. Kích thước của đầu nên cân bằng với cơ thể. Lỗi: đầu dài hẹp, mũi nhọn, lõm. Đôi tai cũng lông dày và tròn trên đầu. Lỗi nếp gấp ở tai, cực kỳ mỏng hoặc dày.

## Chăm sóc
Thỏ sơ sinh sau 15 giờ mới biết bú mẹ. Trong 18 ngày đầu thỏ hoàn toàn sống nhờ sữa mẹ. Nếu được bú đầy đủ thì da phẳng và 5-8 ngày đầu mới thấy bầu sữa thỏ mẹ căng phình ra, thỏ con nằm yên tĩnh trong tổ ấm, chỉ thấy lớp lông phủ trên đàn con động đậy đều. Nếu thỏ con đói sữa thì da nhăn nheo, bụng lép và đàn con động đậy liên tục. Nguyên nhân chủ yếu thỏ con chết là do đói sữa, dẫn đến suy dinh dưỡng, chết dần từ khi mở mắt.
Cho ăn cà rốt có thể khiến chúng bị sâu răng, cũng như gây nên những vấn đề về sức khỏe khác. Cà rốt và táo chứa nhiều đường thực vật, chỉ nên cho thỏ ăn những loại này ít. Chúng thích cam thảo nhưng nó lại không tốt bởi thỏ không thể tiêu hóa đường. Chúng thông thường không ăn rau củ có rễ, ngũ cốc hoặc trái cây, đặc biệt là rau diếp. Nên cho thỏ ăn cỏ, cải lá xanh đậm như bắp cải, cải xoăn, bông cải xanh (phải rửa sạch).
Luôn có thức ăn xanh trong khi chăm sóc, lượng thức ăn xanh cho chúng luôn chiếm 90% tổng số thức ăn trong ngày. Có thể cho chúng ăn thêm thức ăn tinh bột, không được lạm dụng vì chúng sẽ dễ bị mắc bệnh về đường tiêu hóa dẫn đến chết. Nhiều người cho rằng thỏ không cần uống nước là sai. Thỏ chết không phải do uống nước hay ăn cỏ ướt mà vì uống phải nước bẩn và ăn rau bị nhiễm độc.